# 乌皮尔
乌皮尔（Upier）是波美拉尼亚的吸血鬼，舌头上有刺，在中午就出去觅食，到夜晚才回去睡。闻到血味会突然从坟墓里跳来。

## 资料
1. ↑  .   [2011-01-21]. （原始内容存档于2012-07-03）.